# Koševine
Koševine (en serbe cyrillique : Кошевине) est un village de Serbie situé dans la municipalité de Prijepolje, district de Zlatibor. Au recensement de 2011, il comptait 958 habitants.

## Démographie

### Évolution historique de la population
| 1948 | 1953 | 1961 | 1971 | 1981 | 1991  | 2002  | 2011 |
| ---- | ---- | ---- | ---- | ---- | ----- | ----- | ---- |
| 503  | 556  | 587  | 707  | 899  | 1 120 | 1 049 | 958  |

|  |